# جاي كريس جنسن
جاي كريس جنسن (بالإنجليزية: J. Chris Jensen)‏ هو مهندس معماري أمريكي، (و. العقد 1870  م).